# 加纳国徽
加納國徽啟用於1957年3月4日，為盾徽。藍地，繪有一綠色金邊的聖喬治十字，中央有一隻金色的、代表英國的獅子。四個象限分別為劍、城堡、可可樹（象徵農業）和金礦（象徵礦業，加納的舊稱是黃金海岸）。盾上方有國旗顏色的花環和黑五角星，兩側由戴著由國旗圖案組成的「勳章」的鷹守護。下方綬帶書以國家格言「自由與正義」。